# Curcuma trichosantha
Curcuma trichosantha är en enhjärtbladig växtart som beskrevs av François Gagnepain. Curcuma trichosantha ingår i släktet Curcuma och familjen Zingiberaceae. Inga underarter finns listade i Catalogue of Life.